# Cyclommatus margaritae
Cyclommatus margaritae là một loài bọ cánh cứng trong họ Lucanidae. Loài này được Gestro mô tả khoa học năm 1877.